# New Hartford (Nova York)
New Hartford és una població dels Estats Units a l'estat de Nova York. Segons el cens del 2000 tenia 1.886 habitants.

## Demografia
Segons el cens del 2000, New Hartford tenia 1.886 habitants, 857 habitatges, i 501 famílies. La densitat de població era de 1.193,8 habitants/km².
Dels 857 habitatges en un 24,9% hi vivien nens de menys de 18 anys, en un 47,5% hi vivien parelles casades, en un 9,2% dones solteres, i en un 41,5% no eren unitats familiars. En el 37,9% dels habitatges hi vivien persones soles el 21,7% de les quals corresponia a persones de 65 anys o més que vivien soles. El nombre mitjà de persones vivint en cada habitatge era de 2,19 i el nombre mitjà de persones que vivien en cada família era de 2,93.
Per edats la població es repartia de la següent manera: un 22,2% tenia menys de 18 anys, un 5,7% entre 18 i 24, un 26,2% entre 25 i 44, un 24,3% de 45 a 60 i un 21,7% 65 anys o més.
L'edat mediana era de 42 anys. Per cada 100 dones de 18 o més anys hi havia 77,7 homes.
La renda mediana per habitatge era de 43.563 $ i la renda mediana per família de 56.406 $. Els homes tenien una renda mediana de 35.833 $ mentre que les dones 27.139 $. La renda per capita de la població era de 23.177 $. Entorn del 3,2% de les famílies i el 5,7% de la població estaven per davall del llindar de pobresa.